# Persea longipes
Persea longipes là loài thực vật có hoa trong họ Nguyệt quế. Loài này được (Schltdl.) Meisn. miêu tả khoa học đầu tiên năm 1864.